# Jive Talkin’
A Jive Talkin’ a Bee Gees együttes egyik legfontosabb dala, melyet az első Bee Gees-discoszámnak is tekintenek. Az 1975-ös Main Course című nagylemezről kislemezen is kiadott dal az amerikai és kanadai listák élére ugrott, de Angliában, Írországban és Új-Zélandon is bekerült az első tízbe. Ezen a kislemezen mutatkozott be az együttesben Blue Weaver billentyűs hangszereken.

## A kislemez dalai
Nemzetközi kiadás
- Jive Talkin' (Barry, Robin és Maurice Gibb) – 3:43 (ének: Barry Gibb)
- Wind of Change (Barry és Robin Gibb) – 4:54 (ének: Barry Gibb, Robin Gibb)

Alternatív észak-amerikai kiadás
- Jive Talkin' (Barry, Robin és Maurice Gibb) – 3:43 (ének: Barry Gibb)
- Come on Over (Barry és Robin Gibb) – 3:26 (ének: Barry Gibb, Robin Gibb)

Török kiadás
- Jive Talkin' (Barry, Robin és Maurice Gibb) – 3:43 (ének: Barry Gibb)
- Fanny (Be Tender With My Love) (Barry, Robin és Maurice Gibb) – 4:02 (ének: Barry Gibb)

## Közreműködők
- Barry Gibb – ének, gitár
- Maurice Gibb – ének,  gitár, basszusgitár
- Robin Gibb – ének
- Blue Weaver – billentyűs hangszerek
- Alan Kendall – gitár
- Dennis Bryon – dob
- Geoff Westley – billentyűs hangszerek
- stúdiózenekar Arif Mardin vezényletével
- hangmérnök – Karl Richardson (Criteria), Lew Hahn (Atlantic)

## Slágerlistás helyezések
| Ország           | Legjobb helyezés |
| ---------------- | ---------------- |
| Egyesült Államok | 1                |
| Kanada           | 1                |
| Új-Zéland        | 4                |
| Anglia           | 5                |
| Írország         | 5                |
| Ausztrália       | 14               |
| Németország      | 20               |
| Hollandia        | 23               |
| Belgium          | 24               |
| Spanyolország    | 26               |

## A kislemez megjelenése országonként
- Japán: RSO DW 1096
- Ausztrália, Új-Zéland: RSO-Festival K-5980
- Európa: RSO 2090 160
- Amerikai Egyesült Államok, Kanada:  RSO SO-510
- Fülöp-szigetek  RSO 873 011
- Dél-afrikai Köztársaság RSO PS 405